# همبستگی مکانیکی و ارگانیک
همبستگی مکانیکی و ارگانیک (به انگلیسی: Mechanical and organic solidarity) از نظریات جامعه‌شناختی امیل دورکیم (۱۵ آوریل ۱۸۵۸–۱۵ نوامبر ۱۹۱۷) جامعه‌شناس فرانسوی است که در کتاب «درباره تقسیم کار اجتماعی» (۱۸۹۳) مطرح شده‌است. «همبستگی مکانیکی» و «همبستگی ارگانیک» دو نوع همبستگی اجتماعی هستند که برای تشریح توسعه جوامع ارائه شده‌است. به باور دورکیم، نوع جامعه با نوع همبستگی، خواه «مکانیکی» یا «ارگانیک» همبستگی دارد. این دو نوع همبستگی را می‌توان با ریخت‌شناسی و ویژگی‌های جمعیتی، نوع هنجارهای موجود و شدت و محتوای وجدان جمعی از هم تشخیص داد.
- انسجام و یکپارچگی جامعه با «همبستگی مکانیکی»، از همگونی افراد ناشی می‌شود - مردم احساس می‌کنند از طریق کار مشابه، نظام آموزشی، تربیت مذهبی و سبک زندگی بهم متصل هستند. همبستگی مکانیکی معمولاً در جوامع سنتی و مقیاس کوچک (مانند قبیله‌ها) عمل می‌کند.[۲] در این جوامع ساده‌تر، همبستگی معمولاً مبتنی بر پیوندهای خویشاوندی شبکه‌های خانوادگی است.
- انسجام اجتماعی جامعه با «همبستگی ارگانیک» از وابستگی متقابل و مکمل‌گرایی افراد با تخصص کاری ناشی می‌شود. در نتیجه بیشتر در جوامع مدرن و صنعتی) پیشرفته دیده می‌شود.[۲] اگرچه افراد وظایف متفاوتی را انجام می‌دهند و اغلب ارزش‌ها و علایق متفاوتی دارند ولی نظم و همبستگی بالای جامعه به اتکای آنها به یکدیگر برای انجام وظایف محوله بستگی دارد؛ بنابراین، همبستگی اجتماعی در جوامع پیچیده‌تر از طریق وابستگی متقابل اجزای تشکیل دهنده آن حفظ می‌شود. برای مثال کشاورزان مواد غذایی را تولید می‌کند تا کارگران کارخانه تغذیه کنند در حالی که کارگران کارخانه پیشتر تراکتورهایی را تولید کرده بودند تا کشاورزان بتوانند مواد غذایی تولید کنند.

## ویژگی‌ها
| ویژگی                               | همبستگی مکانیکی | همبستگی ارگانیک |
| ----------------------------------- | --- | --- |
| مبانی ریخت‌شناسی (ساختاری)           | - بر اساس شباهت‌ها (اغلب در جوامع کمتر پیشرفته) - نوع بخش (در ابتدا بر اساس کلان، بعدها منطقه) وابستگی متقابل کم (پیوندهای اجتماعی نسبتاً ضعیف) - حجم نسبتاً کم جمعیت - تراکم مادی و اخلاقی نسبتاً کم | - بر اساس تقسیم کار (عمدتاً در جوامع پیشرفته تر) - نوع سازمان یافته (ادغام بازارها و رشد شهرها) - وابستگی متقابل زیاد (پیوندهای اجتماعی نسبتاً قوی) - حجم نسبتاً زیاد جمعیت - تراکم مادی و اخلاقی نسبتاً بالا |
| انواع هنجارها (مشخص شده توسط قانون) | - قوانین با سرکوبگر تحریم - شیوع قانون جزا | - قوانین با ترمیم تحریم - رواج حقوق تعاون (یعنی مدنی، تجاری، آیین دادرسی، اداری و حقوق اساسی) |
| ویژگی‌های رسمی وجدان جمعی            | - صدای بلند - شدت بالا - قاطعیت بالا - اقتدار جمعی مطلق است | - حجم کم - شدت کم - قاطعیت کم - فضای بیشتر برای فرد ابتکار و تأمل |
| محتوای وجدان جمعی                   | - بسیار مذهبی - تعالی‌گرایی (برتر از منافع انسانی و فراتر از بحث) - قایل شدن ارزش عالی برای جامعه و منافع جامعه به عنوان یک کل - ملموس و مشخص                                                      | - به‌طور فزاینده‌ای سکولار - اومانیسم (مراقب به منافع انسانی و قابل بحث) - قایل شدن ارزش عالی برای فردی حیثیت، برابری فرصتها، وجدان کاری و عدالت اجتماعی - چکیده و عمومی                                    |